# Еверсон (Пенсилванија)
Еверсон (енгл. Everson) град је у америчкој савезној држави Пенсилванија.

## Демографија
По попису из 2010. године број становника је 793, што је 49 (-5,8%) становника мање него 2000. године.
| Група             | 2000.       | 2010.       |
| Белци             | 809 (96,1%) | 751 (94,7%) |
| Афроамериканци    | 29 (3,4%)   | 17 (2,1%)   |
| Азијати           | 1 (0,1%)    | 4 (0,5%)    |
| Хиспаноамериканци | 0 (0,0%)    | 12 (1,5%)   |
| Укупно            | 842         | 793         |